# Јулиу Бодола
Јулиу Бодола (Брашов, 26. фебруар 1912 — Будимпешта, 12. март 1992) био је румунско - мађарски фудбалски нападач који је играо на међународном нивоу за Румунију и за Мађарску. Надимак му је био Дудуш / Дудус.

## Каријера
Бодола је играо клупски фудбал за Орадеу, Венус из Букурешта, Коложвар и МТК. У новембру 2008. име Општинског стадиона у Великом Варадином је названо по њему. У Будимпешти је живео од 1946. до смрти.

## Репрезентација
Бодола је био убојит стрелац за Румунију. Он и Вецер су били два најбоља стрелца у (првом) издању Балканског купа 1929–1931 (који је Румунија освојила). Само на том турниру су обојица за своју репрезентацију постигли по седам голова. Играо је и на Светском првенству 1934. и Светском првенству 1938. за Румунију. После Другог светског рата представљао је Мађарску.

## Трофеји
Венус Букурешт
- Прва лига: 1938–39, 1939–40[4]

Орадеа
- Прва лига: 1943–44[4]

## Лични живот
Његов син Јорги Бодола био је мађарски илустратор.